# Rod Rosenstein
Pour les articles homonymes, voir Rosenstein.
Rod Rosenstein (né le 13 janvier 1965 à Philadelphie) est un procureur américain. De 2017 à 2019, il est procureur général adjoint des États-Unis.

## Biographie
Rosenstein étudie à Wharton School, puis à la faculté de droit de l'Université Harvard.
En 2005, George W. Bush le nomme au poste de procureur du Maryland.
En 2017, il est nommé par Donald Trump procureur général adjoint des États-Unis. Il assiste les procureurs généraux Jeff Sessions puis William Barr.
Le 17 mai 2017, il nomme l'ancien directeur du FBI Robert Mueller procureur spécial afin que ce dernier enquête sur les allégations d'ingérence Russe lors de l'élection présidentielle de 2016.